# トッド・ブラック
トッド・ブラック（Todd Black, 1960年2月9日 - ）は、アメリカ合衆国の映画プロデューサーである。『幸せのちから』（2006年）、『イコライザー』（2014年）、『サウスポー』（2015年）、『マグニフィセント・セブン』（2016年）、『フェンス』（2016年）などをプロデュースしている。『フェンス』によりブラックはスコット・ルーディンとデンゼル・ワシントンと共にアカデミー作品賞にノミネートされた。

## おもなフィルモグラフィ
- 対決スペルバインダー Spellbinder (1988) 共同製作
- 傷だらけの青春 Split Decisions (1988) 共同製作
- ガーディアン/森は泣いている The Guardian (1990) 共同製作
- 天国に行けないパパ Short Time (1990) 製作
- Perfect Harmony (1991) テレビ映画、製作総指揮
- コレット・水瓶座の女 Becoming Colette (1991) 製作総指揮
- 刑事ジョー ママにお手上げ Stop! Or My Mom Will Shoot (1992) 製作総指揮
- クラス・アクト Class Act (1992) 製作
- ファイヤー・イン・ザ・スカイ/未知からの生還 Fire in the Sky (1993) 製作
- ワーニング/未知からの警告 Official Denial (1993) テレビ映画、製作総指揮
- 潮風とベーコンサンドとヘミングウェイ Wrestling Ernest Hemingway (1993) 製作
- Let'sチェックイン! Dunston Checks In (1996) 製作
- ファミリー/再会のとき A Family Thing (1996) 製作
- ROCK YOU! A Knight's Tale (2001) 製作
- アントワン・フィッシャー きみの帰る場所 Antwone Fisher (2002) 製作
- あなたにも書ける恋愛小説 Alex & Emma (2003) 製作
- ニコラス・ケイジのウェザーマン The Weather Man (2005) 製作
- 幸せのちから The Pursuit of Happyness (2006) 製作
- グレート・ディベーター 栄光の教室 The Great Debaters (2007) 製作
- 7つの贈り物 Seven Pounds (2008) 製作
- ノウイング Knowing (2009) 製作
- サブウェイ123 激突 The Taking of Pelham 123 (2009) 製作
- カレには言えない私のケイカク The Back-up Plan (2010) 製作
- 31年目の夫婦げんか Hope Springs (2012) 製作
- SEXテープ Sex Tape（2014) 製作
- イコライザー The Equalizer (2014) 製作
- ビジネス・ウォーズ Unfinished Business (2015) 製作
- サウスポー Southpaw (2015) 製作
- Prototype (2016) テレビ映画、製作総指揮
- マグニフィセント・セブン The Magnificent Seven (2016) 製作
- フェンス Fences (2016) 製作
- ローマンという名の男 -信念の行方- Roman J. Israel, Esq. (2017) 製作
- イコライザー2 The Equalizer 2 (2018) 製作
- トゥループ・ゼロ〜夜空に恋したガールスカウト〜 Troop Zero (2019) 製作
- マ・レイニーのブラックボトム Ma Rainey's Black Bottom (2020) 製作
- 愛すべき夫妻の秘密 Being the Ricardos (2021) 製作
- きみに伝えたいこと A Journal for Jordan (2021) 製作
- 自由への道 Emancipation (2022) 製作
- ピアノ・レッスン The Piano Lesson (2024) 製作